# Phymeurus angolensis
Phymeurus angolensis är en insektsart som beskrevs av Mason, J.B. 1966. Phymeurus angolensis ingår i släktet Phymeurus och familjen gräshoppor. Inga underarter finns listade i Catalogue of Life. Artens utbredningsområde är de södra tropiska delarna av Afrika.